# René Schreier
René Scheier (ur. 1978) – czeski polityk i urzędnik państwowy, były żołnierz, od 2014 do 2019 wiceminister kultury, w sierpniu 2019 pełniący obowiązki ministra kultury.

## Życiorys
W latach 1997–2003 studiował na Wydziale Ekonomii i Zarządzania Akademii Wojskowej w Brnie. W 2017 ukończył także studia MBA na Business Institut w Pradze. Od 2000 do 2007 był zawodowym żołnierzem Czeskich Sił Zbrojnych, doszedł do stanowiska dowódcy plutonu w Čestná stráž AČR. W 2007 po kilka miesięcy pracował jako dyrektor działu technicznego w archiwum służb bezpieczeństwa przy Ministerstwie Spraw Wewnętrznych i w urzędzie władzy (kancelarii rządu) jako odpowiedzialny za powołanie Instytutu Badania Reżimów Totalitarnych.
Od 2008 do 2013 pracował w Instytucie Badania Reżimów Totalitarnych jako wicedyrektor odpowiedzialny za kwestie ekonomiczne, operacyjne i informatyczne (z przerwą od kwietnia do sierpnia 2010, kiedy był zwolniony). Następnie do 2014 pracował jako dyrektor finansowy w przedsiębiorstwie prywatnym. W lutym 2014 jako bezpartyjny objął funkcję wiceministra kultury ds. ekonomicznych i organizacyjnych (jego przełożonym ponownie został były szef IBRT Daniel Herman). Swoje stanowisko zachował w dwóch kolejnych rządach Andreja Babiša.
W maju 2019 minister kultury Antonín Staněk podał się do dymisji. Prezydent Miloš Zeman odmawiał jednak jej przyjęcia, uznając proponowanego następcę Michala Šmardę za niekompetentnego. Ostatecznie 31 lipca głowa państwa zaakceptowała dymisję, zapowiedziała również zaprzysiężenie ministra w sierpniu. Z początkiem sierpnia 2019 René Scheier objął tymczasowo kierownictwo nad resortem w drugim rządzie Andreja Babiša. Sprzeciwił się temu lider Czeskiej Partii Socjaldemokratycznej Jan Hamáček, uznając jego wybór za niezgodny z prawem. W związku z tym kryzysem premier Babiš zapowiedział powołanie innego kandydata do kierowania resortem, co ostatecznie nastąpiło 27 sierpnia. René Scheier odszedł z fotela wiceministra z końcem 2019 roku.